# Myosotis jenissejensis
Myosotis jenissejensis är en strävbladig växtart som beskrevs av O.D.Nikif. Myosotis jenissejensis ingår i släktet förgätmigejer, och familjen strävbladiga växter. Inga underarter finns listade i Catalogue of Life.